# Laroque-d'Olmes
Laroque-d'Olmes è un comune francese di 2 776 abitanti situato nel dipartimento dell'Ariège nella regione dell'Occitania.

## Società

### Evoluzione demografica
Abitanti censiti